# Ottův slovník naučný
Ottův slovník naučný (Ottos Konversationslexikon), auch Ottova encyklopedie (Ottos Enzyklopädie), ist eine 28-bändige tschechische Enzyklopädie aus den Jahren 1888–1909 mit fast 186.000 Schlagwörtern, veröffentlicht auf 29.000 Seiten. Sie gilt als einer der Grundsteine der tschechischen Kultur und Identität.

## Geschichte

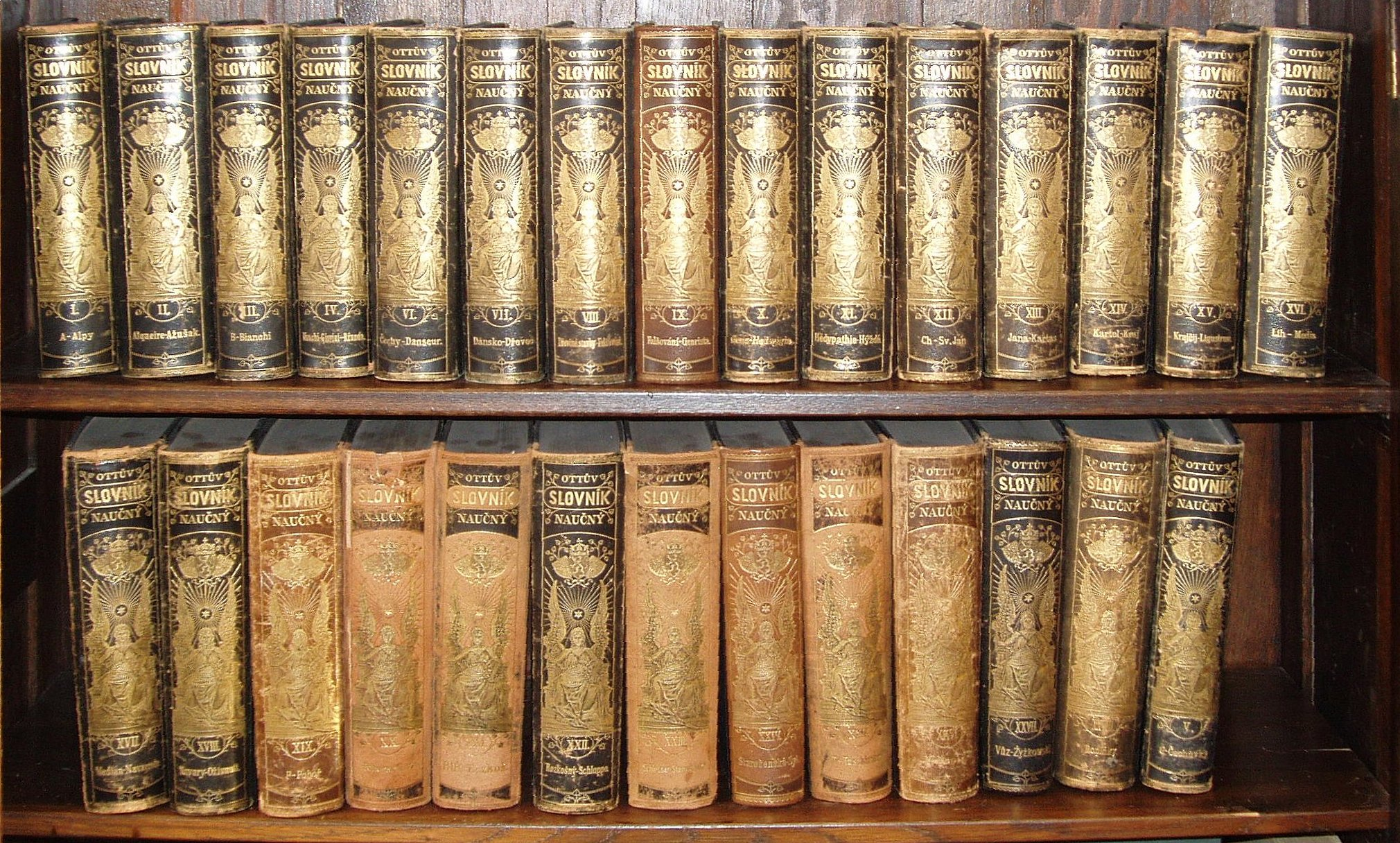
Ottův slovník

Der Buchhändler Jan Otto (1841–1916) und Jakub Malý (damals Redakteur des Lexikons Riegrův slovník, benannt nach Franz Ladislaus Rieger) entwarfen 1884 einen Plan für eine tschechische Nationalenzyklopädie, die den veralteten Riegrův slovník übertreffen sollte.
Malý verstarb 1885, und einer der ersten Hauptautoren, Tomáš G. Masaryk (der spätere Präsident der Tschechoslowakei), wurde sein Nachfolger als Chefredakteur. Er war für die Auswahl der Mitarbeiter verantwortlich und bestimmte den Umfang des Werkes, Otto kümmerte sich um alle finanziellen Angelegenheiten. Nachdem Masaryk in einem aufsehenerregenden Streit um die Authentizität zweier angeblich mittelalterlichen Handschriften (Königinhofer Handschrift und Grünberger Handschrift) zu einer kontroversen Person des öffentlichen Lebens geworden war, zog er sich 1887 von der Herausgeberschaft der Enzyklopädie zurück, und Kořán wurde sein Nachfolger. In dieser Zeit arbeiteten nahezu 60 Personen in der Redaktion.
Im Januar 1888 erschien der erste Band des Ottův slovník naučný im Buchhandel. Er enthielt größtenteils Material der ehemaligen Redaktion. In den Folgejahren erschienen die weiteren 26 Bände (insgesamt 27 Bände mit 27.789 Seiten) und ein Zusatzband. 1.086 Experten verarbeiteten dabei ca. 139.418 Schlagworte, die mit 4.888 Bildern und 479 Tafeln illustriert wurden.
Ursprünglich wurde die Enzyklopädie in Heftform verkauft, später im Ledereinband. Auf dem Buchrücken ist i. d. R. ein auf einem Thron sitzender Engel in Gold abgebildet, über dessen Kopf sich ein leuchtender Stern mit darüber schwebenden Wappen und einer Krone befindet.
1930–1943 entstanden zwölf Nachtragsbände unter dem Namen Ottův slovník naučný nové doby (Ottos Konversationslexikon der neuen Ära). Unter Chefredakteur Bohumil Němec kamen auf 9.000 Seiten ca. 59.000 überwiegend neue Schlagworte und 2.000 Bilder (1.000 weitere in den Anhängen) hinzu. Die Korrektur der Grafiken wurde von Karel Svolinský durchgeführt.
Unter dem Namen Ottova encyklopedie obecných vědomostí (Ottos Enzyklopädie des Allgemeinwissens) wurde die ganze Enzyklopädie in den Jahren 1997–1999 digitalisiert und auf 4 CD-ROMs im Portable Document Format (PDF) veröffentlicht.
2002 veröffentlichten die Verlage AION CS und Globe Internet den digitalen Ottův slovník naučný neben weiteren namhaften tschechischen Enzyklopädien der letzten 100 Jahre. Ihr Angebot coto.je (deutsch Was ist das?) ist kostenpflichtig.